# San Giovanni Battista de La Salle al Torrino

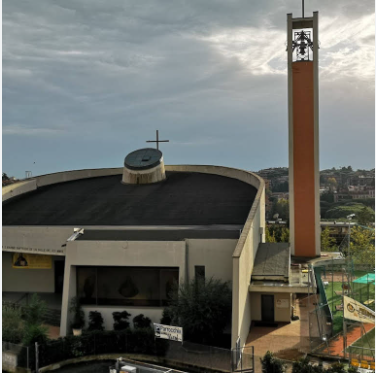

San Giovanni Battista de La Salle al Torrino ist eine römisch-katholische Pfarr- und Titelkirche, die im 21. Jahrhundert errichtet wurde. Die Kirche trägt das Patrozinium von Johannes Baptist de La Salle und liegt in den Stadtteilen „Poggio Torrino“ und „Torrino Nord“ im Süden Roms.

## Geschichte
Die Kirche wurde zwischen 2007 und 2009 nach einem Entwurf von Giuseppe Spina gebaut. Die dazugehörige Pfarrei wurde bereits am 1. Oktober 2000 durch Kardinalvikar Camillo Ruini. An der Grundsteinlegung 2007 nahm Rino Fisichella, Weihbischof in Rom, teil. Sie verfügt über ein Wandgemälde von Mario Caffaro Rore aus dem Jahre 1960, das Johannes Battista beim Unterrichten von Kindern zeigt. Die Weihe der Kirche erfolgte am 12. Dezember 2009 durch Kardinalvikar Agostino Vallini. Papst Benedikt XVI. zelebrierte 2012 in der Kirche eine Messe. Sie beherbergt Reliquien von Giovanni Battista de la Salle, Johannes Vianney, Johanna Franziska von Chantal und Papst Johannes XXIII. Papst Franziskus verlieh der Kirche am 30. September 2023 den Rang einer Titelkirche und wies sie am gleichen Tag Stephen Chow Sau-yan zu. Die Besitzergreifung erfolgte am 22. Oktober desselben Jahres.